# Jan Karlsson (konstnär)
Jan Karlsson, född 1932 i Göteborg, Bohuslän, är en svensk målare.
Karlsson studerade vid Kyrkeruds folkhögskola 1977-1979. Separat har han ställt ut i bland annat Karlstad, Linköping och Örnsköldsvik. Han har medverkat i Värmlandskonstnärernas höstsalong på Värmlands museum 1975-1980, Liljevalchs vårsalong 1978 och Galleri Gripens samlingsutställningar 1975-1980.
Karlsson är representerad vid Statens konstråd, Värmlands läns landsting, Stockholms landsting, Karlstads kommun och Kristinehamns Kommun.